# Chrysomopsis ignorabilis
Chrysomopsis ignorabilis là một loài ruồi trong họ Tachinidae.